# Pico da Pedra
Pico da Pedra es una freguesia portuguesa perteneciente al municipio de Ribeira Grande, situado en la Isla de São Miguel, Región Autónoma de Azores. Posee un área de 6,56 km² y una población total de 2 426 habitantes (2001). La densidad poblacional asciende a 369,8 hab/km². Se encuentra a una latitud de 37°43' N y una longitud 25°37' O. La freguesia se encuentra a 340 m s. n. m.
- Datos: Q2655173
- Multimedia: Pico da Pedra / Q2655173

1. ↑  Worldpostalcodes.org,código postal n.º 9600-053.